# جاستن گلاد
جاستن توماس گلاد (متولد ۲۸ فوریه ۱۹۹۷) بازیکن فوتبال اهل ایالات متحده آمریکا است که در حال حاضر به عنوان مدافع رئال سالت لیک در لیگ برتر فوتبال ایالات متحده مشغول است.